# Trích cồ
Chim trích cồ (Danh pháp khoa học: Porphyrio poliocephalus) là loài chim trong họ Rallidae phân bố ở phía Nam Trung Quốc và Đông Nam Á. Đây loài chim quý hiếm, có màu sắc đẹp, thẩm mỹ, được nhiều người yêu thích. Chim dễ nuôi, dễ sinh sản, khi nuôi quen thì thả lang như gà.

## Đặc điểm
Chim trích cồ trước mắt và xung quanh mắt trắng phớt xám. Đỉnh đầu và hai bên đầu xám thẫm. Phần sau cổ, hai bên cổ và lưng xanh xám. Cánh xám lẫn xanh lục. Phía trước má xám phớt lục. Phía trước cổ và diều lục xám. Bụng, sườn, đùi đen phớt xanh. Đuôi đen hơi phớt xanh. Dưới đuôi trắng. 

## Tập tính
Chúng là loài sinh sản nói chung theo mùa, nhưng mùa sinh sản thay đổi theo khu vực địa lý, thường là mùa mưa ở nhiều nơi, hoặc mùa hè tại những vùng có nhiệt độ cao. Chim Trích thường là những loài lai tạo theo mùa, nhưng mùa khác nhau trên phạm vi lớn, tương ứng với lượng mưa nhiều điểm ở nhiều nơi, hoặc mùa hè ở khí hậu ôn đới.
Loài này thường cư trú ở những giường sậy. Mô hình và hành vi xã hội có xu hướng sống một vợ một chồng, nhưng các nhóm hợp tác được phổ biến hơn trong khi chúng đi kiếm ăn đàn. Các nhóm này có thể bao gồm nhiều chim mái và trống, chia sẻ xây dựng một tổ hoặc một trống mái, với những với những con từ các tổ được xây dựng trước đó. Loài này làm tổ trong một đám cờ sậy đan xen, một khối lượng các loại rác cỏ trôi nổi hoặc giữa lau sậy bện trên mực nước trong đầm lầy, làm nhếch nhác dài. 

## Sinh sản
Mùa sinh sản của chúng từ tháng 4 đến tháng 6. Chim trống có màn hiển thị tán tỉnh. Mỗi năm chúng đẻ làm ba đợt. Đợt đầu đẻ thường 5 – 6 trứng, đợt hai 3 – 4 trứng, đợt ba 2 trứng. Khi đẻ ta lót ổ tròn, lớn như ổ gà. Chim trống và mái vừa sống chung vừa đẻ và ấp. Mỗi con chim có thể đẻ 3-6 trứng lốm đốm, màu vàng đá nhạt đến đỏ màu da bò.
Một tổ xã có thể chứa lên đến 12 trứng. nó ấp từ 23-27 ngày, và được thực hiện bởi cả chim trống và mái, chim non mọc lông sớm với lông đen và có thể rời khỏi tổ ngay sau khi nở, nhưng thường sẽ vẫn trong tổ trong một vài ngày. Chim con được nuôi dưỡng bởi cha mẹ của nó từ 10-14 ngày, sau đó nó bắt đầu tự ăn.

## Nuôi chim

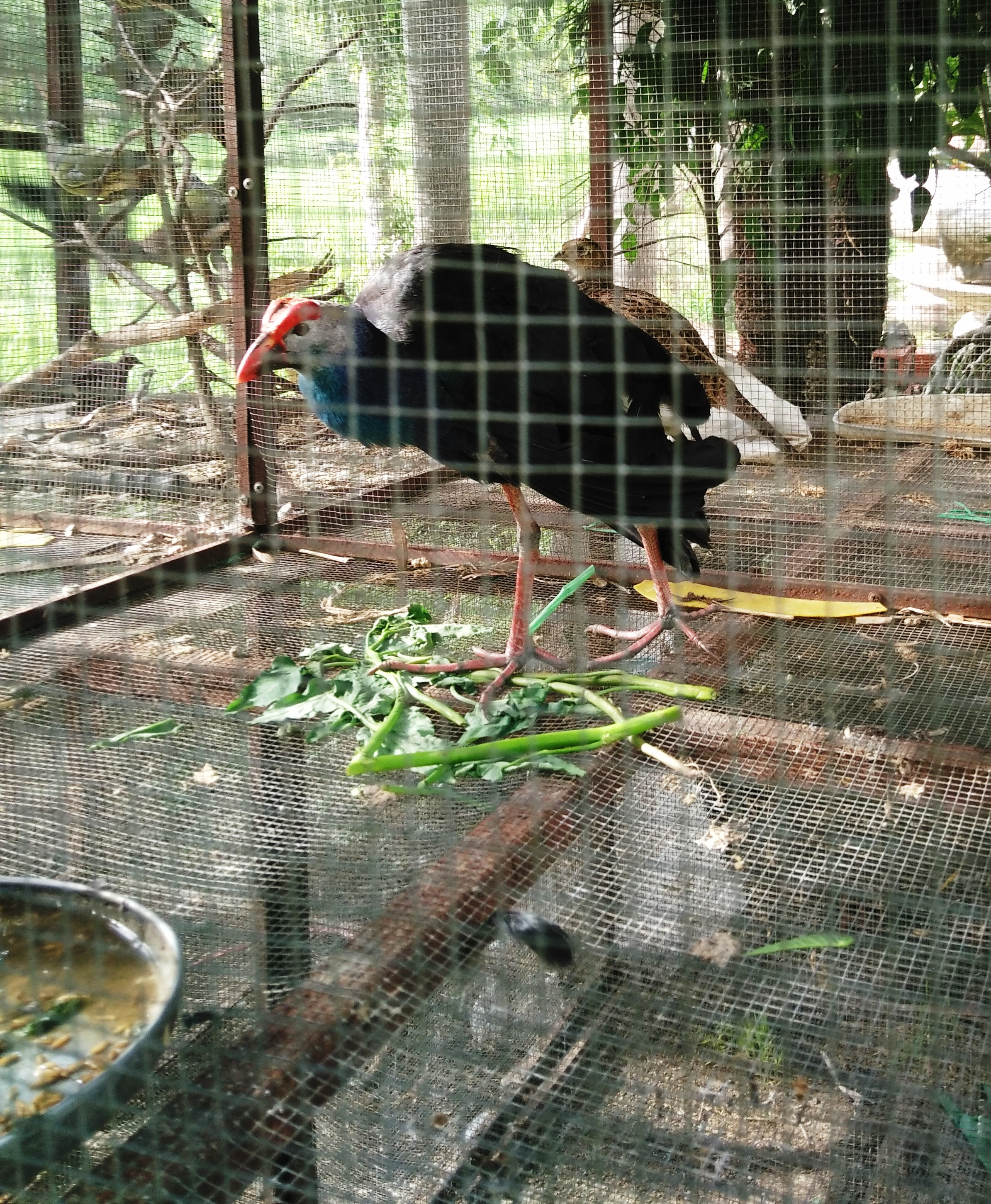
Một con chim trích cồ được nuôi tại Củ Chi

Nuôi trích cồ mồi làm bổi là một nghề công phu, lòng kiên trì và đam mê. Việc chọn giống, chăm sóc, bắt từng cặp trống mái nuôi chung cho đến ngày đẻ trứng, ấp con. Riêng trích mồi chọn con giống đã khó, huấn luyện nó trở thành con trích mồi hay đem vào rừng đá lại càng khó hơn.
Trích con khi mới nở, người nuôi cung cấp chuột bằm nhuyễn để chim mẹ đút cho con, ngoài ra phải kiếm thêm củ năn, giá, bông súng. Sau từ 10 – 15 ngày, chim con mới mọc lông đều, lúc đó người nuôi mớm mồi cho chúng ăn để quen hơi. Chim non rất thích nước, nở một vài ngày là chúng nhảy vào thau nước ngâm mình. Nuôi 3 – 4 tháng chim mới đổi màu, thời gian này, người nuôi phân biệt được con trống lớn con, nhỏ hơn là mái.

## Hình ảnh

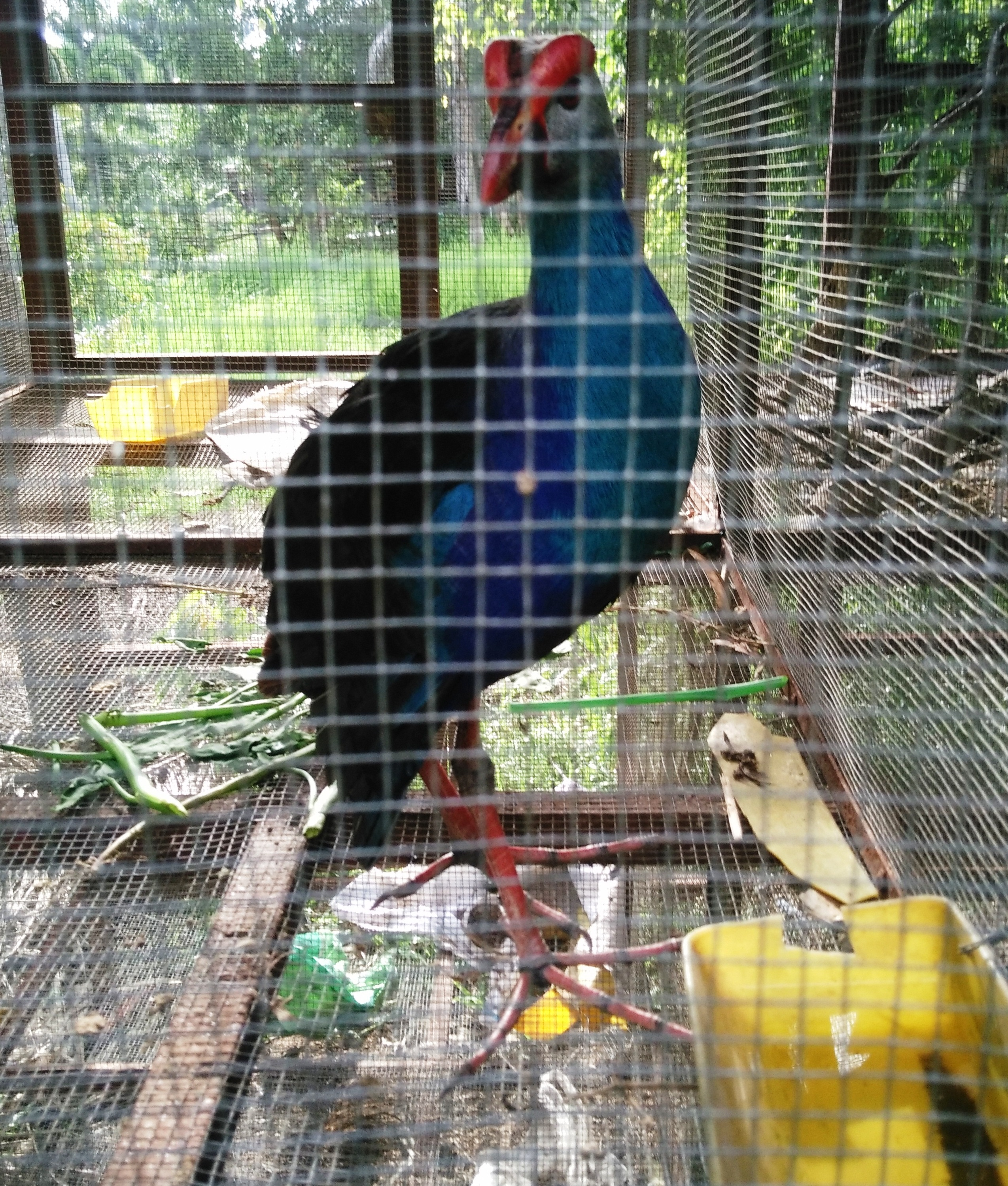
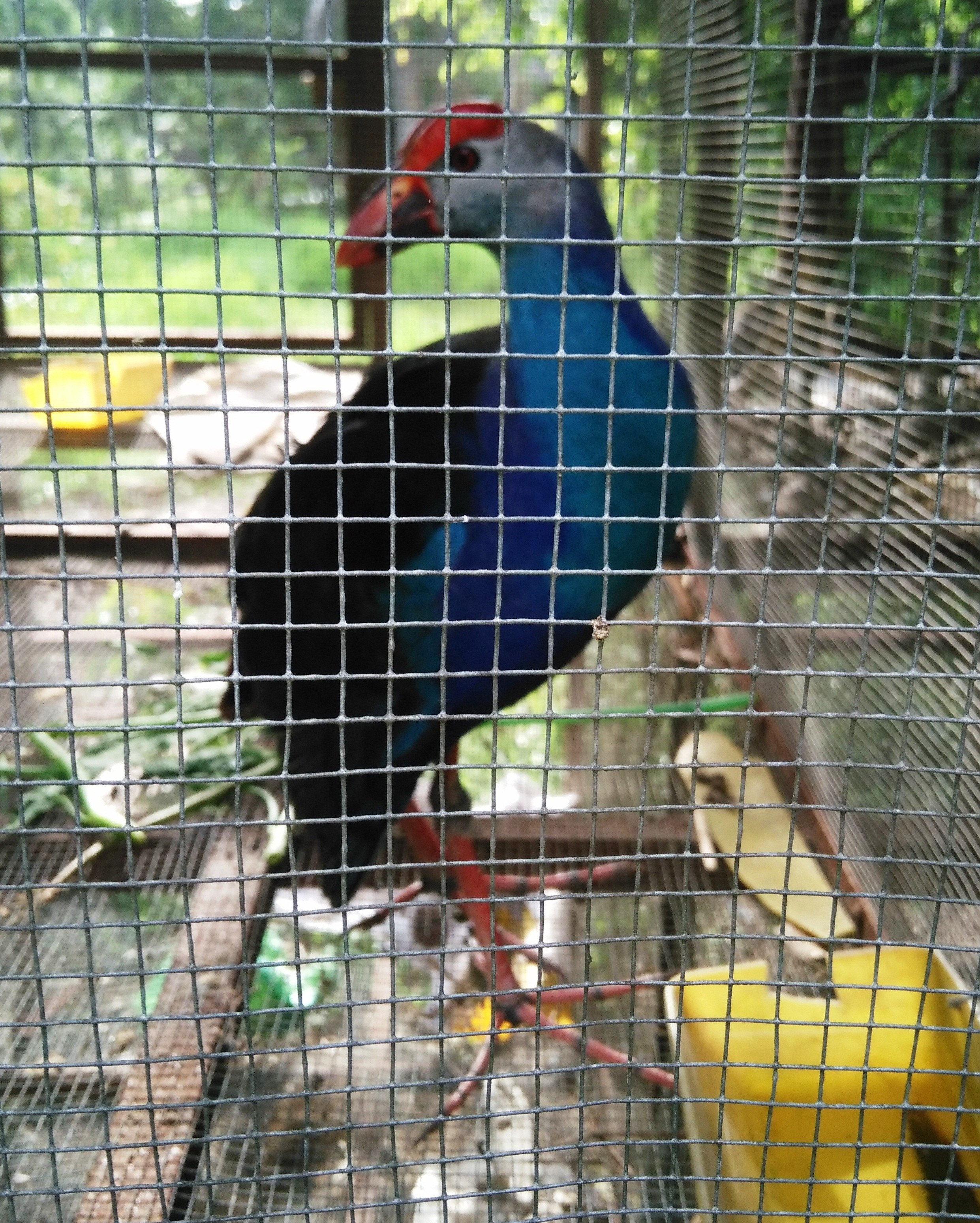
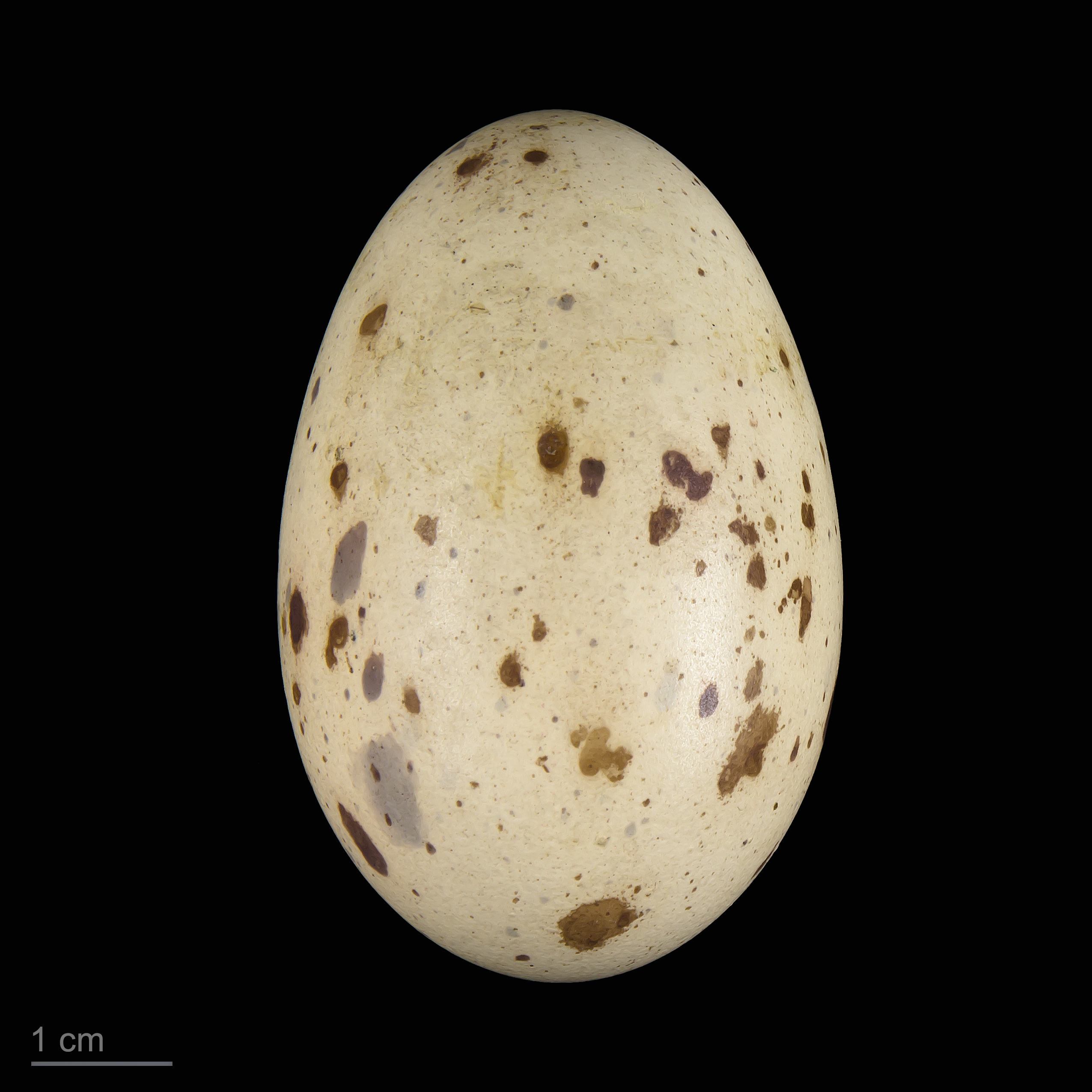
Museum specimen